# Adjutant (Schiff, 1899)
Die Adjutant war ein 1899 gebauter Küstendampfer der Deutsche Ost-Afrika Linie.

## Geschichte
1899 beschaffte die Deutsche Ost-Afrika Linie mit der Adjutant einen für die tatsächlichen Verhältnissen der afrikanischen Küstengewässer besser angepassten Dampfer für seinen Liniendienst an der afrikanischen Küste, da die zuvor eingesetzten Schiffe für die Verhältnisse vor Ort zu groß waren.
Im Dezember 1899 lieferte die Bauwerft das Schiff an die Reederei ab. Die Adjutant hatte Platz für sechs Passagiere.
Ende 1904 wurde das Schiff an die Woermann-Linie übertragen, die es bis Ende 1906 vor der westafrikanischen Küste als President Barclay einsetzte. Das nach dem liberianischen Präsidenten Arthur Barclay benannte Schiff wurde Ende 1906 an die Reederei W. Kunstmann in Stettin verkauft, bei der es unter dem Namen Werner Kunstmann zum Einsatz kam.
1912 wurde der Dampfer nach Portugal an die Empresa de Servicio Costeira aus Lissabon weiterverkauft, wo er unter dem Namen Lisboa lief. 1914 veräußerte sie den Dampfer an die Companhia União Fabril (CUF) in Lissabon, die den Namen beibehielt. Das heute noch tätige Chemieunternehmen CUF besaß damals neben der Lisboa noch die Lusitano, die sie beide in der Küstenschifffahrt des Landes einsetzte. Dort transportierten sie von der CUF hergestellte Düngemittel, Pyrite und Phosphate zwischen den einzelnen Standorten des Unternehmens. 1919 wurde das Schiff der neugegründeten Tochter-Reederei Sociedade Geral de Comércio, Indústria e Transportes übergeben. Als die Lisboa 1928 in den Hafen von Barreiro fuhr, lief sie auf einen Felsen auf, der das Schiff schwer beschädigte. Die Lisboa wurde zunächst aufgelegt und 1930 in Lissabon abgewrackt.